# Jean Pierre-Bloch
Pour les articles homonymes, voir Pierre-Bloch.
Jean Pierre-Bloch, né le 14 avril 1905 à Paris où il est mort le 17 mars 1999 est un homme politique français, socialiste, résistant de la Seconde Guerre mondiale et militant ardent contre le racisme.
Après avoir été membre du comité directeur de la Ligue internationale contre le racisme et l'antisémitisme (LICRA) de 1934 à 1968, il en fut le président de 1968 à 1993, puis le président d'honneur jusqu'à sa mort.

## Biographie

### Jeunesse et formation
Il est le fils de Georges Pierre-Bloch, directeur d'un grand magasin de vente de vêtements, d'origine juive alsacienne, et de Reine Aboucaya, issue d'une famille séfarade d'Algérie.
Son père meurt peu après sa naissance.
Il fait ses études secondaires aux lycées Charlemagne et Henri-IV, puis s'oriente vers le journalisme militant, adhérant à la SFIO.
En 1929, Il est initié à la Franc-maçonnerie, au Droit Humain et rejoint, en 1932, le Grand Orient de France.
En 1930, il devient journaliste au Populaire, l'organe du parti socialiste.

### Les années 1930
En 1934, il est élu conseiller général du canton de Marle dans l'Aisne. Il prend l'habitude de mettre Pierre-Bloch sur ses affiches au lieu de Bloch, parce qu'un autre Bloch de droite existait dans la région ; il régularisera plus tard ce changement.
En 1935, il renforce son assise locale en devenant adjoint au maire de Laon puis en 1936, devient député socialiste de l'Aisne, le plus jeune député du Front populaire.
Parallèlement, il enquête sur les pogroms commis à Constantine : c'est le début de son engagement pour la lutte contre le racisme et l'antisémitisme, qui l'occupera pour le restant de sa vie.
En 1937, il devient membre du comité directeur de la Ligue internationale contre le racisme et l'antisémitisme (LICRA) jusqu'en 1968, date où il sera élu à la présidence. De religion juive, il est particulièrement sensible au sort réservé aux juifs dans l'Allemagne d'hitlérienne. Il collabore alors aux quotidiens L'Ordre d'Émile Buré et Ce soir.
En 1938, Jean Pierre-Bloch est l'un des rares parlementaires à s'opposer aux accords de Munich. Il ne vote pas cependant contre ces accords le 4 octobre 1938. Dans ses mémoires, il souligne la division irréductible du groupe parlementaire de la SFIO entre Munichois et Antimunichois, la volonté d'un petit groupe de députés antimunichois (comprenant Bouhey, Camel, Lapie, Eugène Thomas, Izard, Guy, Lagrange, Vienot, Bloncourt et lui-même) d'« attaquer de front » leurs collègues avant le vote. Mais Léon Blum entend sauvegarder l'unité du parti et réussit à « enlever le vote du groupe ». Vincent Auriol a convoqué tous les récalcitrants. Pierre-Bloch écrit: « Nous sommes huit à refuser catégoriquement de nous plier. Le parti n'en tiendra pas compte et se livrera à une mascarade indigne d'une organisation démocratique. Effectivement, lors de la victoire de juin 1936, nous avions tous accepté le principe de la discipline de vote, chaque parlementaire signant tacitement un chèque en blanc au secrétaire général du groupe en vue d'une délégation de vote. Cet artifice servira à mêler nos voix à ceux des munichois. […] Vincent Auriol se rend, avant le vote, à la questure et fait savoir qu'unanime le groupe votera la confiance. Ainsi tous les socialistes, à l'exception de Jean Bouhey, se retrouvent sous la bannière honteuse des munichois ». Pierre-Bloch s'estime « floué »; il évoque « une escroquerie commise à l'encontre des antimunichois ».

### La Seconde Guerre mondiale
En 1939, il est engagé volontaire et est fait prisonnier le 23 juin 1940. Il ne peut donc pas participer au vote lorsque Pétain demande les pleins pouvoirs en juillet. Le 17 octobre, il s'évade du camp d'Essey-lès-Nancy et rejoint la Zone libre. Après son évasion, il se rend à Vichy et déjeune avec son épouse et François Valentin, directeur-adjoint de la Légion française des combattants pour plaider, en vain, la cause des juifs étrangers engagés dans l'armée française et faits prisonniers.
En février 1941, il rend visite à Léon Blum dans sa prison de Riom, puis rencontre Xavier Vallat pour protester contre les lois anti-juives, mais n'obtient rien. En mars, il est cofondateur du Comité d'action socialiste de la zone sud. En août, sur l'initiative de Max Hymans, il rencontre à Châteauroux Jacques Vaillant de Guélis, qui le recrute pour la section F du Special Operations Executive. En octobre, il organise, près de sa propriété de Villamblard en Dordogne, le premier comité de réception d'un parachutage combiné d'hommes et d'armes en France, qui a lieu dans la nuit du 10 au 11 octobre.
Le 20 octobre 1941, il est arrêté à Marseille alors qu'il transporte des fonds pour la Résistance, puis transféré à la prison de Périgueux, où il est détenu cinq mois, puis au camp de Mauzac dont il s'évade le matin du 16 juillet 1942, avec dix camarades. Il tente de rejoindre le Général de Gaulle à Londres, mais est arrêté en Espagne et passe de longs mois au camp de Miranda, dont il est tiré par le consul anglais.
Arrivé à Londres, il devient chef de la section non militaire du Bureau central de renseignements et d'action (BCRA). En 1943, transféré à Alger, Jean Pierre-Bloch devient commissaire adjoint à l'Intérieur. À ce titre, il contribue au rétablissement du décret Crémieux de 1870, qui avait fait citoyens français les Juifs d'Algérie et avait été abrogé par le régime de Vichy et maintenu par le général Giraud. Mais c'est en vain qu'il propose, une mesure similaire pour les Algériens musulmans.
Patriote exemplaire, il milite pour le châtiment des collaborateurs et approuve la condamnation à mort de l'ancien ministre de l'Intérieur de Pétain, Pierre Pucheu.

### Un résistant critique de De Gaulle
Partisan convaincu du général De Gaulle pendant la guerre, il dénonce cependant, dans De Gaulle ou le temps des méprises, la présence dans l'entourage du Général, au moins jusqu'en 1942, de royalistes ou de personnalités proches des ligues d'extrême-droite avant guerre : Claude Hettier de Boislambert, sympathisant de la Cagoule, le colonel Pierre Fourcaud, membre présumé de cette organisation, Pierre de Bénouville, ancien membre de l’Action française, émeutier le 6 février 1934, Henri d'Astier de la Vigerie. Selon Jean Pierre-Bloch, le ralliement du général de Gaulle à la République aurait été purement tactique et la Résistance a été confisquée par de Gaulle : pour lui, les gaullistes ont entretenu une vision tronquée de la Résistance, présentant leur courant comme la seule grande force de résistance, avec les communistes, oubliant les socialistes et les démocrates-chrétiens.

### L'après guerre
En 1945, Jean Pierre-Bloch retrouve aisément son siège de député, qu'il abandonne pour diriger, de 1947 à 1953, la Société nationale des entreprises de presse (SNEP), chargée d'administrer les biens des journaux interdits de publication après la Libération.
Il est juré au procès du maréchal Pétain, le jury chargé de juger le maréchal Pétain étant exclusivement composé de parlementaires n'ayant pas voté les pleins pouvoirs et de résistants et vote pour la condamnation à mort du maréchal Pétain. À ce sujet il déclare : « Juré du procès Pétain, je m'honore d'avoir voté la peine de mort pour le traître Pétain, plus coupable que Laval qui a été fusillé ».
Entre-temps, il a présidé la commission de l'Assemblée nationale pour la coordination des affaires musulmanes. À ce titre, il tente d'améliorer le sort des Algériens et participe à la rédaction du statut de 1947, qui ne sera pas appliqué.
De 1950 à 1960, il participe au Mouvement de la paix. En 1956, il échoue à retrouver son siège de député.
En 1968, il devient président de la Ligue internationale contre l'antisémitisme (LICA, qui deviendra la LICRA en 1979). Il le restera jusqu'en 1992. De 1974 à 1981, il est président du B'nai B'rith France et, de 1987 à 1989, de la Commission nationale consultative des droits de l'homme (CNCDH) auprès du Premier ministre. En 1998, il est témoin à charge au procès de Maurice Papon, à l'âge de 93 ans.

### Vie privée
En 1936, il épouse Gabrielle Sadourny, dite « Gaby », née en 1908 à Brassac-les-Mines (Puy-de-Dôme), et morte le 6 juillet 1996.
Ils ont eu trois enfants : Claude, Michèle et Jean-Pierre Pierre-Bloch, ancien député (UDF-PSD) de Paris et conseiller municipal (DL, puis UMP) du 18e arrondissement.
Son petit-fils, David Pierre-Bloch, est un producteur et homme politique Nouveau Centre, anciennement à la direction des programmes du Groupe AB.
Jean Pierre-Bloch vivait à Neuilly-sur-Seine dans un hôtel particulier.

## Publications
- L'Affaire Frankfurter, avec Didier Méran, Denoël, 1937.
- Charles De Gaulle, premier Ouvrier de France vu par un socialiste, Éditions Fasquelle, Paris, 1944, 115 p.
- Mes jours heureux, Éd. du Bateau Ivre, 1946, 294 p.
- Liberté et servitude de la presse en France : morceaux choisis, Centre de documentation, Éditions du Livre, Monte-Carlo, 1952, 292 p.
- Les Causes politiques de l'antisémitisme en France, Centre de documentation, 1952.
- Sept ans à la SNEP, SNEP, 1954.
- Le vent souffle sur l'Histoire. témoignages et documents inédits, Éditions SIPEP, 1956, 332 p.
- Carnet d'un voyageur en Israël, Éditions SIPEP, 1960.
- Khroutchev en France, essai biographique, Éditions SIPEP, 1960, 46p.
- Algérie - Terre des occasions perdues, Deux Rives, 1961, 111 p.
- De Gaulle ou le temps des méprises, éd. La Table Ronde, 1969, 230 p.
- Chronique d'une défaite, Éditions SIPEP, 1980.
- Le temps d'y penser encore, Jean-Claude Simoen, 1977, 274 p.
- Jusqu'au dernier jour, Albin Michel, 1983, 280 p.,  (ISBN 2-226-01920-0).
- Londres, capitale de la France libre, Carrère 205 p.,  (ISBN 978-2868042637)
- Alger, capitale de la France en guerre, 1942-1944, Universal, 1989  (ISBN 978-2908391008).

## Distinctions

### Décorations
- Grand-croix de la Légion d'honneur en 1993 (à titre militaire, extrêmement rare)
- Croix de guerre 1939-1945 (six citations)
- Médaille de la Résistance française avec rosette par décret du 24 avril 1946[13]
- Chevalier de l'ordre des Palmes académiques
- Commandeur de l'ordre de la Santé publique
- Médaille des évadés
- Croix du combattant volontaire
- Croix du combattant volontaire de la Résistance
- Médaille commémorative des services volontaires dans la France libre
- Grand-croix de l'ordre du Nichan Iftikhar
- Grand officier de l'ordre national du Bénin
- Croix de Guerre Polonaise

Il reçoit la médaille de vermeil des collectivités locales et la plaque du millénaire de la ville de Paris

### Hommages
- En 1997, le conseil municipal de La Teste-de-Buch donne le nom de Gabrielle Pierre-Bloch à une place de Pyla-sur-mer à proximité de la villa Gribiche, résidence secondaire de la famille Pierre-Bloch.
- En 2003, la rue Alexis-Carrel (portant le nom d’Alexis Carrel) à Paris, dans le 15earrondissement) est rebaptisée rue Jean Pierre-Bloch.

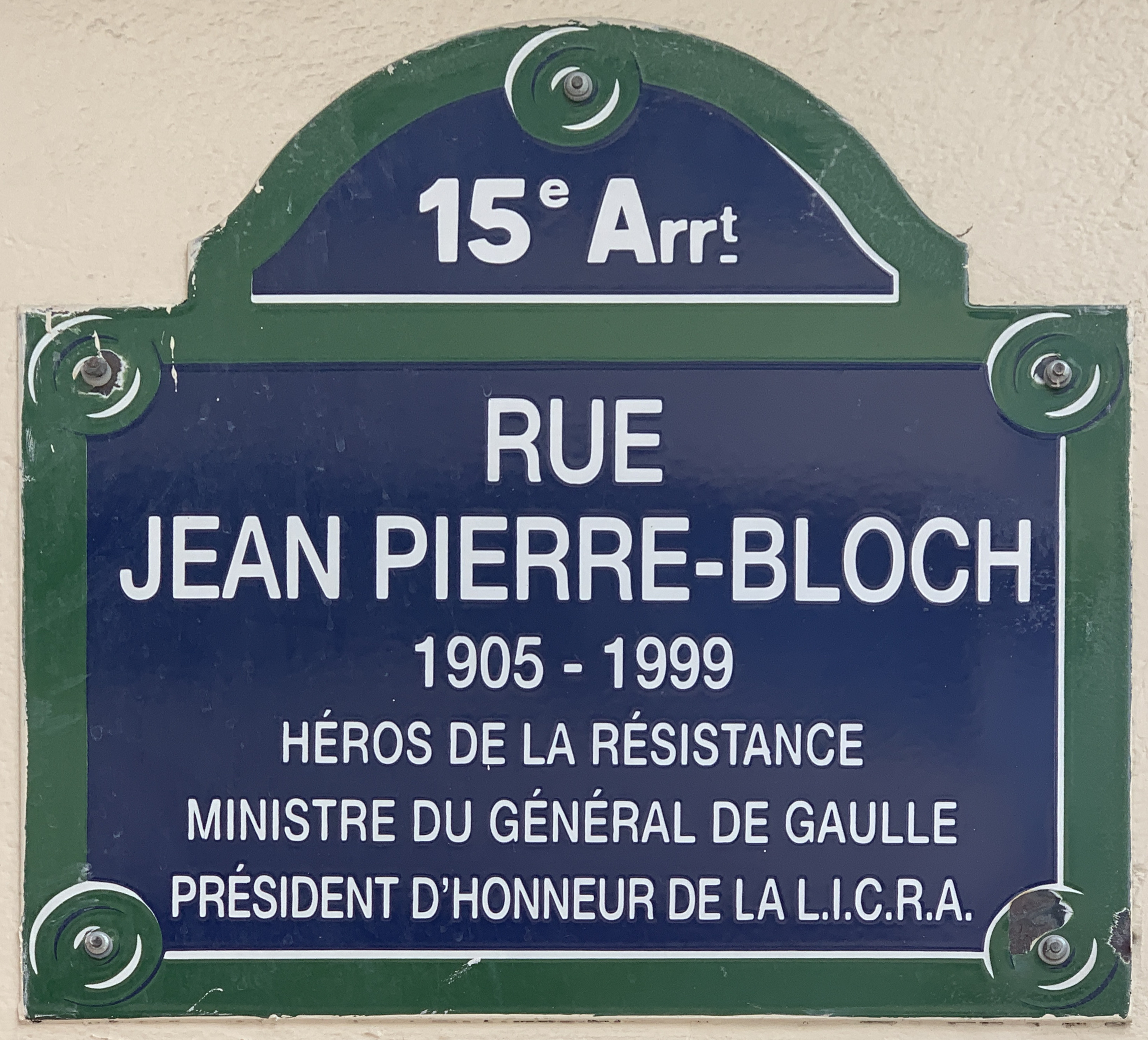
Plaque de la rue Jean Pierre-Bloch, à Paris.

- Une place de Bergerac porte le nom de Jean Pierre-Bloch.
- Une rue à Laon porte son nom.
- Le 12 novembre 2001, un timbre en taille douce d'une valeur faciale de 4,50 F a été émis.